# The Best Little Whorehouse in Texas
The Best Little Whorehouse in Texas es una película basada en el musical homónimo de Broadway. Estrenada en 1982, fue dirigida por Colin Higgins y protagonizada por Burt Reynolds, Dolly Parton, Noah Beery, Jr., Charles Durning y Dom DeLuise.
La película fue nominada para dos Globos de Oro, en las categorías de Mejor Película - Comedia o Musical y Mejor Actriz - Comedia o Musical (Dolly Parton).

## Argumento
La historia se sitúa en el tranquilo condado de Lanville, Texas. Allí se encuentra un conocido burdel llamado El Gallinero, el cual es administrado por Mona Stangely (Dolly Parton), y por el cual han desfilado varias generaciones de texanos.
El problema aparece cuando el presentador de televisión Melvin P. Thorpe, decide que El Gallinero va en contra de la moral y las buenas costumbres y se propone hacer todo lo posible para que las autoridades lo clausuren. Para evitar su cierre, Mona y su amante, el sheriff Ed Earl Dodd, encarnado por Burt Reynolds, deben unirse más que nunca.

## Banda sonora
La banda sonora, además de las canciones interpretadas en el musical de Broadway, contiene dos canciones escritas por Parton: "Sneakin' Around", que canta a dúo con Reynolds, y una nueva versión de su tema "I Will Always Love You". Este último tema llegó al primer puesto de las listas country.
A modo de curiosidad, hay que decir que la clásica canción "La Grange", del grupo ZZ Top, narra la historia de este burdel.

## Reparto
- Burt Reynolds como el sheriff Ed Earl Dodd.
- Dolly Parton como Mona Stangley.
- Dom DeLuise como Melvin P. Thorpe
- Charles Durning como el gobernador.
- Theresa Merritt como Jewel.
- Jim Nabors como Fred, ayudante del sheriff.
- Lois Nettleton como Dulcie Mae.
- Robert Mandan como el senador Charles Wingwood
- Barry Corbin como C. J.
- Mary Jo Catlett como Rita Crowell.
- Paula Shaw como Wulla Jean.
- Mary Louise Wilson como la señorita Modene.
- Howard K. Smith como él mismo.[1]

## Premios

### Globos de Oro
| Año  | Categoría                                            | Película                                             | Resultado |
| ---- | ---------------------------------------------------- | ---------------------------------------------------- | --------- |
| 1983 | Globo de Oro a la mejor película - Comedia o musical | Globo de Oro a la mejor película - Comedia o musical | Nominada  |
| 1983 | Globo de Oro a la mejor actriz - Comedia o musical   | Dolly Parton                                         | Nominada  |